# Danh sách giáo phận Công giáo tại Bắc Âu

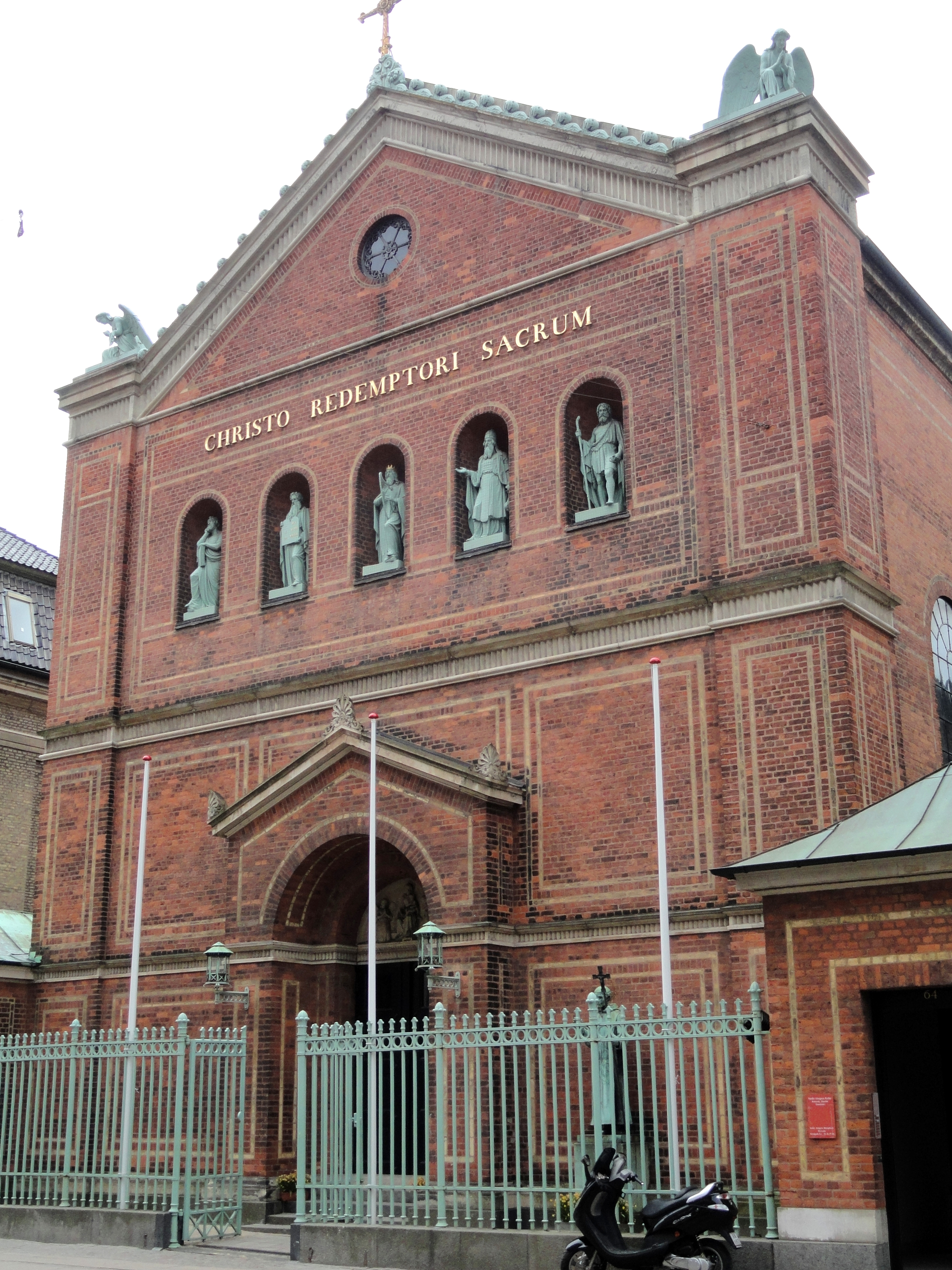
Nhà thờ chinh tòa Thánh Anscharius, Copenhagen

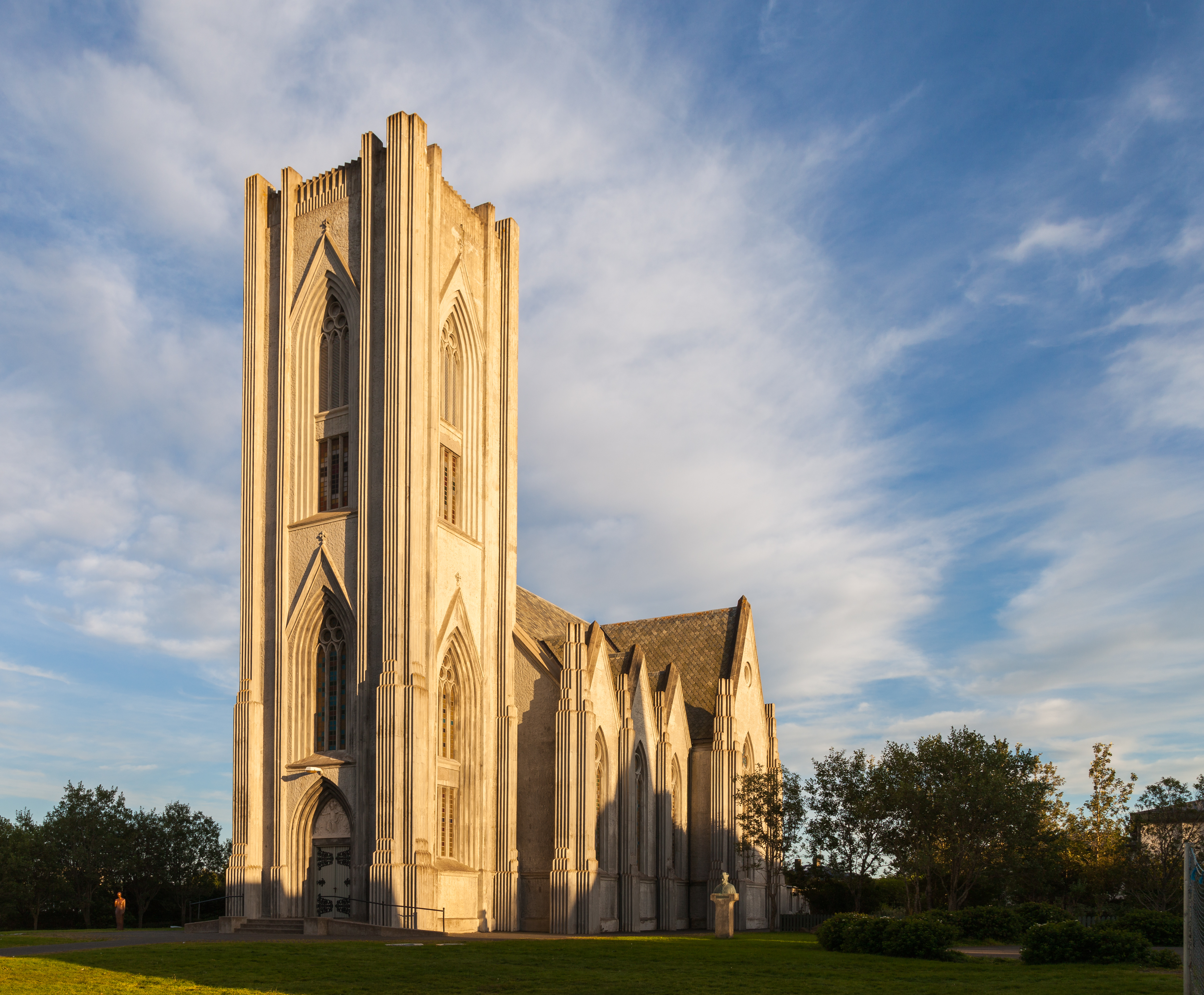
Nhà thờ Landakotskirkja là một vương cung thánh đường với tước hiệu Chúa Kitô Vua ở thành phố Reykjavík

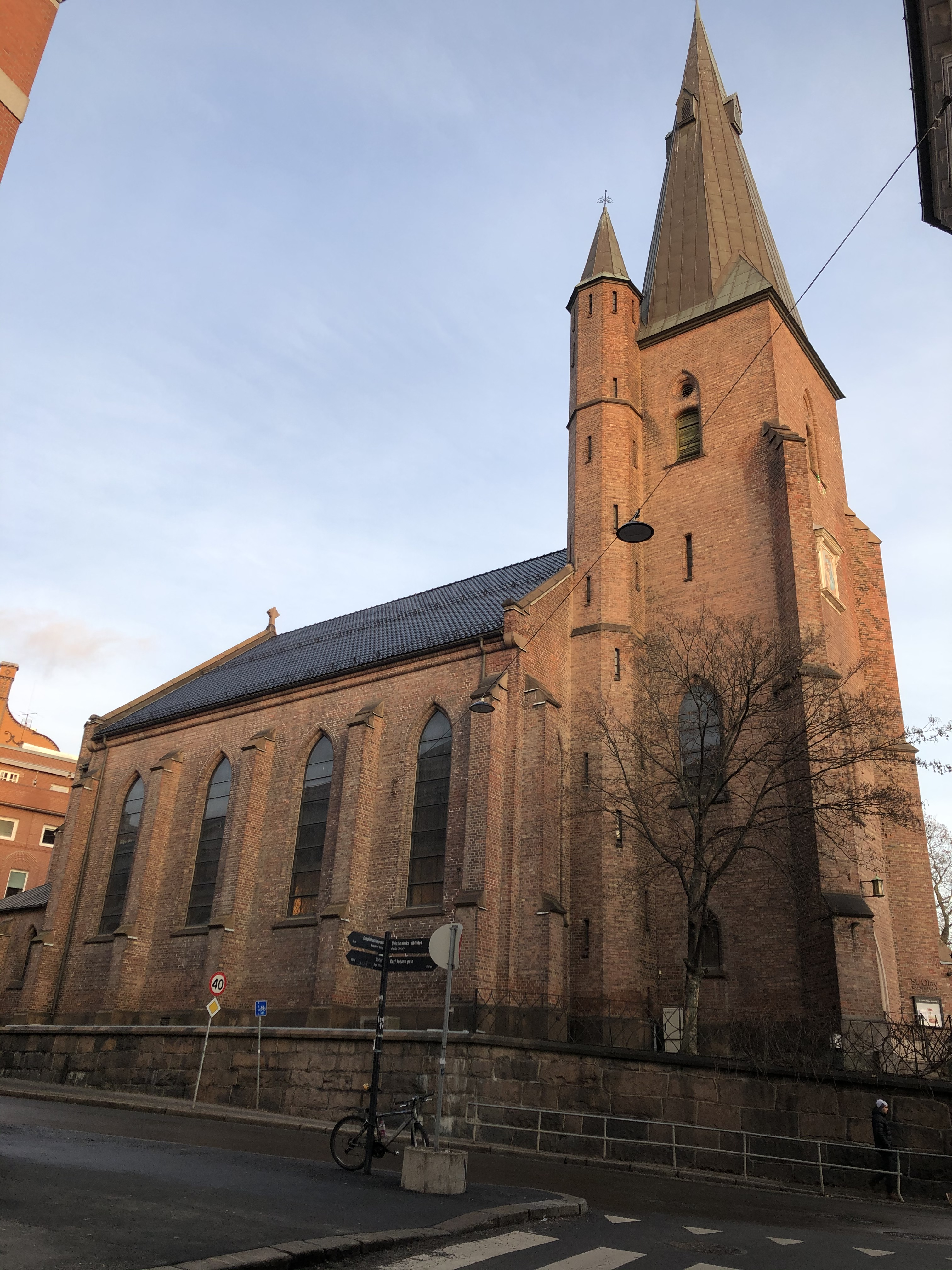
Nhà thờ chinh tòa Thánh Olaus, Oslo

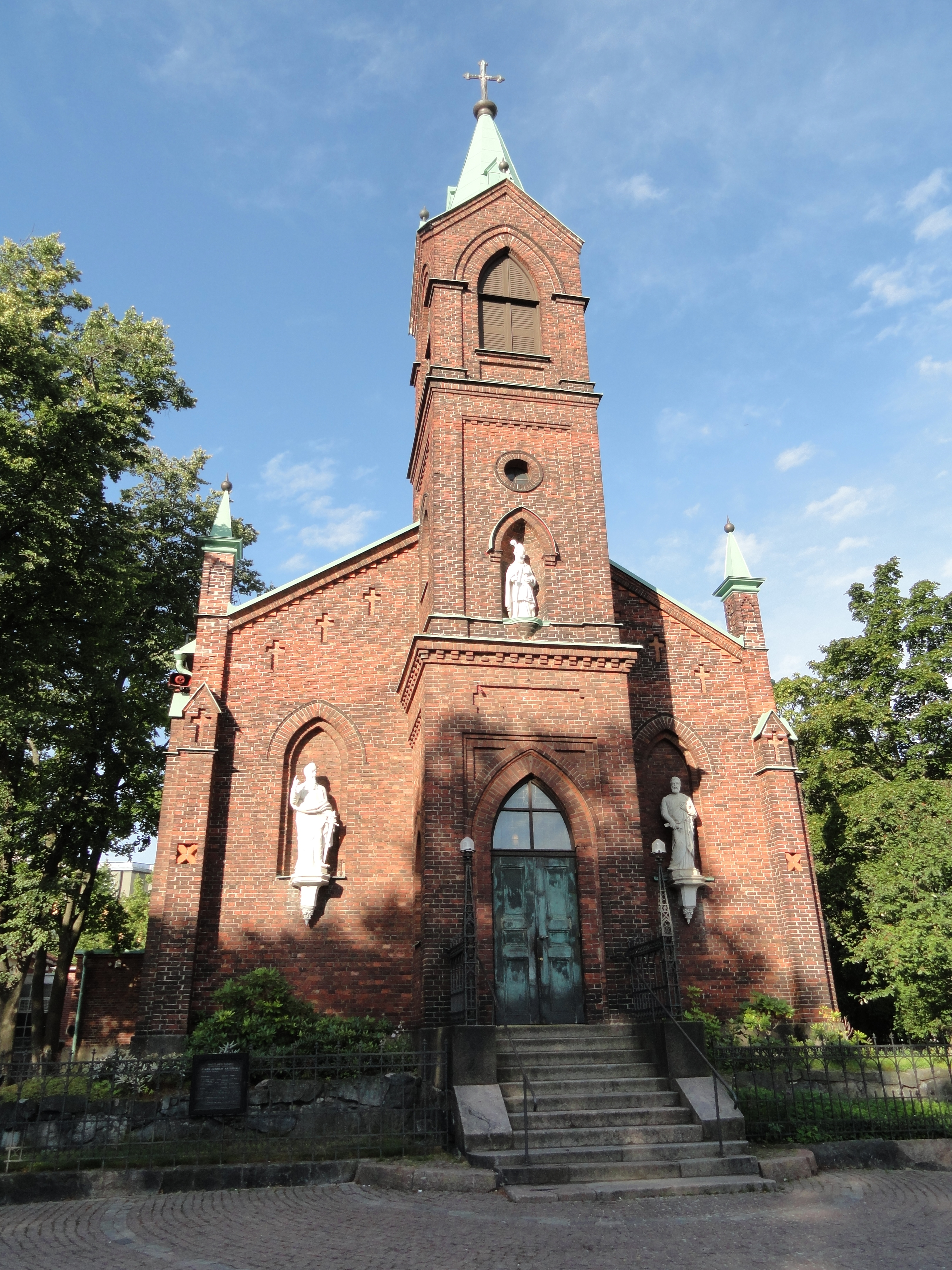
Nhà thờ chính tòa Thánh Henricus, Helsinki

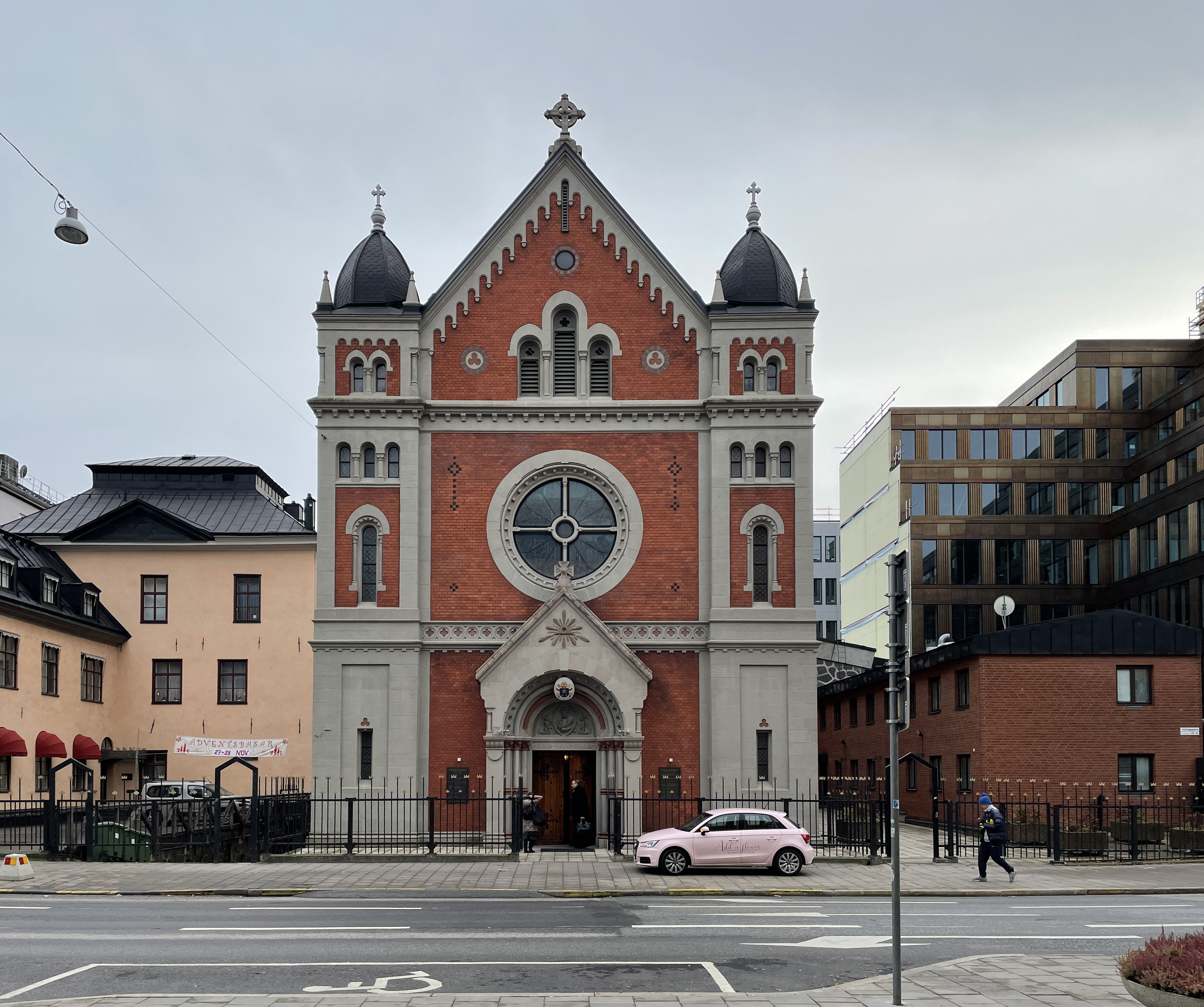
Nhà thờ chinh tòa Thánh Ericus, Stockholm

Giáo hội Công giáo tại Bắc Âu bao gồm 5 giáo phận và 2 giám hạt tòng thổ. Tất cả các địa phận này đều trực thuộc Tòa Thánh mà không trực thuộc một tổng giáo phận trung gian nào.
Vào năm 2023, có đến 250,000 tín hữu công giáo sinh sống tại các địa phận thuộc Hội đồng Giám mục Bắc Âu. Vì tất cả các nước trên có phần lớn dân số theo đạo Tin Lành Luther nên Giáo hội Công giáo tại khu vực này có số lượng tín đồ khá ít.

## Danh sách giáo phận

### Đan Mạch
- Giáo phận Copenhagen (bao gồm lãnh thổ của quần đảo Faroe và đảo Greenland)[4]

### Iceland
- Giáo phận Reykjavík[5]

### Na Uy
- Giáo phận Oslo[6]
- Giám hạt tòng thổ Trondheim
- Giám hạt tòng thổ Tromsø

### Phần Lan
- Giáo phận Helsinki (bao gồm lãnh thổ của quần đảo Åland)[7]

### Thụy Điển
- Giáo phận Stockholm[8]